# MABA
La MABA est un lieu d'exposition conçu pour soutenir et diffuser la création contemporaine, créée en mars 2006 par la Fondation des Artistes (anciennement Fondation nationale des arts graphiques et plastiques). Elle porte le nom du premier directeur de la fondation, Bernard Anthonioz (1921-1994), à l’origine de la politique en matière de création artistique du ministère des Affaires culturelles d’André Malraux.

## Localisation et historique
La MABA est située à Nogent-sur-Marne, dans le département du Val-de-Marne, où la Fondation des Artistes possède un complexe original constitué de la Maison nationale des artistes et de deux cités d’artistes en activité, soit environ une centaine de créateurs présents sur le site.
La création de la MABA a été rendue possible grâce au réaménagement de la Maison nationale des artistes qui a laissé vacant tout le rez-de-chaussée du château Smith-Champion situé au 16 rue Charles-VII. Installée dans ce bâtiment du XVIIe siècle, la MABA offre depuis sa situation dominante, un point de vue « picturesque » sur le territoire environnant. Largement ouvert sur un parc à l’anglaise, elle cohabite visuellement avec le panorama des tours d’immeubles en arrière-plan.
La MABA s’insère dans cette demeure patrimoniale dont l’aménagement a été confié aux architectes Pin & Bizouard, qui ont réalisé de nombreuses créations ou rénovations/réhabilitations pour des structures culturelles. Les ouvertures créées, et la déambulation circulaire  fluide permettent un dialogue entre les œuvres présentées, la demeure du XVIIe siècle et le parc.
En 2010, la MABA est devenue membre de l'association TRAM, réseau d'art contemporain en Île-de-France.

## Programmation
La MABA produit chaque année 3 expositions en 3 temps : le premier est consacré à un thème d'actualité de l'art contemporain ; le second, au printemps, à l'image sous toutes ses formes ; et l'automne consacre un sujet de graphisme. Ces expositions privilégient la présentation de la création contemporaine en exposant de jeunes artistes (mais pas seulement), français et étrangers.
Les expositions peuvent être monographiques ou collectives, le commissariat étant assuré par l’équipe de la Maison d’art ou par des commissaires extérieurs. La Maison d’art expose principalement des œuvres photographiques, filmiques ou graphiques.
Elle réalise également des expositions en partenariat ou coproduction avec d’autres institutions culturelles, de façon régulière et pérenne avec le Jeu de Paume et le Festival international de l'affiche et du graphisme de Chaumont.
Depuis 2006, la MABA organise chaque année en novembre, en parallèle des événements autour de la photographie (Mois de la photographie, Paris-Photo) un cycle autour des collections privées de photographie, dont le commissariat est assuré par Régis Durand.

## Expositions
- 2006 : 
  - D'un moment à l'autre, 20 ans de création à l’École nationale supérieure de la photographie
  - Voix d'eaux et +, Fabrice Hyber
  - Festival international de calligraphie contemporaine, « écriture et abstraction »
  - La forêt va bientôt fermer, Jean-Marc Ballée, avec le Festival international de l'affiche et du graphisme de Chaumont
  - m+m & friends : œuvres de la collection de Michèle et Michel Auer
- 2007 : 
  - Artificialia, un cabinet de curiosité contemporain
  - Territoires en expansion, avec l’Atelier du Jeu de Paume
  - Lieux-dits, Anne-Lise Boyer
  - X-change is good, Nogent/More gens, avec le Festival international de l'affiche et du graphisme de Chaumont
  - Un mur, un trou, un visage, œuvres de la collection de Madeleine Millot-Durrenberger
- 2008 : 
  - Y’a pas photo !
  - Terra nullius
  - Insomnies par L’entre prise
  - Black Current d’Harmen Liemburg, avec le Festival international de l'affiche et du graphisme de Chaumont
  - Une place apparemment inoffensive, œuvres de la collection d'Isabelle Darrigand
- 2009 :
  - Paysages élémentaires, Julie Ganzin
  - Mark Lewis, avec la Galerie nationale du Jeu de Paume
  - Les Grandes Vacances, une proposition de Françoise Pétrovitch
  - Objects in the mirror are closer than they appear #4, From Walden to Vegas
  - Ex nugis seria, d’Afrique et d’ailleurs, œuvres de la collection de Freddy Denaës
- 2010 : 
  - La Main numérique, peindre, dessiner, filmer, numériser, projet de Dominique Païni
  - Le Chat de Barcelone, André S. Labarthe
  - Alchemy Box, un choix d’œuvres de la collection du Frac Île-de-France
  - Willy Ronis, Ce jour-là, en coproduction avec la Galerie nationale du Jeu de Paume
  - PIY (Publish it Yourself), sur le phénomène récent des home-made photobooks, permettant aux artistes de maîtriser toutes les étapes de la conception à la diffusion[5].
  - Là où nous sommes, choix d'œuvres de la collection Neuflize Vie
- 2011 : 
  - Poids et mesures de l’obscur, Jean-Michel Fauquet
  - À l'étage, Jessica Warboys
  - Heads up!, Jason Glasser
  - Le Secret des anneaux de Saturne, Frédéric Teschner
  - PIY (Publish it Yourself!)[6]
  - Jamais le même fleuve, œuvres des collections de photographies de Michèle et Michel Auer, Isabelle Darrigrand, Freddy Denaës et Madeleine Millot-Durrenberger
- 2012 : 
  - Déballage, Blanca Casas Brullet
  - L’Au-delà (des noms et des choses), Tamar Guimarães
  - La Fabrique des films, pointligneplan
  - Oiseau/hasard, Mimosa Echard
  - Le grain du temps, Corrine Mercadier
- 2013 :
  - Undercover, théâtres d’opérations, Matthias Bruggmann
  - Une exposition sans textes, « Suite pour exposition(s) et publication(s), deuxième mouvement », une proposition de Mathieu Copeland
  - 10 Nouveaux A, Clément Rodzielski
  - Thinging, Lina Viste Grønli
  - En Thulé froiduleuse, aspects de la scène artistique islandaise contemporaine, commissaire : Æsa Sigurjónsdóttir
- 2014 :
  - Retitled, Patrick Weidmann
  - Ressemblance, Natascha Sadr Haghighian
  - L'archipel du funambule, Danièle Gibrat
  - Comment j’ai inventé Edith Scob, suite…, Hélène Delprat
  - News from Nowhere, Xavier Antin
  - Mille miroirs dans la forêt, Yuki Onodera & Aki Lumi
- 2015 :
  - Images secondes, Éric Rondepierre
  - Mongkut, Arin Rungjang
  - Zone, Bethan Huws
  - Gitane à la guitare, Bastien Aubry et Dimitri Broquard
  - Soudain… la neige, commissaire : Caroline Cournède
- 2016 :
  - Sur le motif
  - Ne te retourne pas, commissaire : Etienne Hervy
  - Je suis du bord, Patrick Bernier et Olive Martin
- 2017 :
  - Aller et retour dans la chambre blanche, Denis Roche
  - Contre Nature, Jürgen Nefzger
  - O! Watt up, de Watteau et du Théâtre
  - Avec, Gérard Paris-Clavel
  - L’économie du vivant, commissaire : Osei Bonsu
- 2018 :
  - Fables, Formes, Figures, Emmanuel Van der Meulen & Raphaël Zarka
  - Performance TV, une proposition de Mathilde Roman
  - Ce n'est pas la taille qui compte, commissaires : François Havegeer & Sacha Léopold (Syndicat) et Quentin Schmerber
- 2020 :
  - Ô saisons, ô chats !, Alain Séchas
  - Variations épicènes, Margaret Gray, Catherine Guiral, Anette Lenz, Fanette Mellier, Marie Proyart, Susanna Shannon et Sylvia Tournerie (commissaire : Vanina Pinter)
- 2021 :
  - Le Serpent Noir, Cécile Hartmann
- 2022 :
  - Panique au dancing, les gens d'Uterpan
  - Cellule de performance, Mimosa Echard, Ensayos (Camila Marambio, Christy Gast, Bárbara Saavedra, Carolina Saquel, Caitlin Franzmann, Hema'ny Molina, Carla Macchiavello, Denise Milstein, Randi Nygård), Anna López Luna, Jürgen Nefzger, Théophile Peris & Céleste Thouin, Gianni Pettena, Carolina Saquel (es), Endre Tót
  - Freed from Designer, Félicité Landrivon & Roxanne Maillet
- 2023 :
  - Paris Peinture — Ici et Maintenant, Karina Bisch, Corentin Canesson, Nicolas Chardon, Matthieu Cossé, Bastien Cosson, Quentin Lefranc, Benoît Maire, Julien Monnerie, Camila Oliveira Fairclough (en), Clément Rodzielski, Anne Laure Sacriste, Benjamin Swaim, Emmanuel Van der Meulen, We are the painters
  - Morning Sun, Hoël Duret